# Točivé magnetické pole

Ilustrace točivého magnetického pole.

Točivé magnetické pole je takové pole, které spojitě mění svůj směr působení ve smyslu otáčivého pohybu kolem určité pevné osy. Vektor magnetické indukce B se tedy v tomto případě otáčí kolem určité pevné osy.

## Vznik točivého magnetického pole
Nejjednodušeji lze točivé magnetické pole vytvořit mechanicky rovnoměrným otáčením permanentního magnetu (popřípadě i cívky protékané proudem, tj. elektromagnetu) kolem jeho osy. V praxi se velmi často můžeme setkat s vytvářením točivého magnetického pole pomocí tří cívek vzájemně natočených o 120°, které jsou napájeny trojfázovým napětím, kdy u každé fáze je fázor zpožděn o 120°, což platí pro běžné domácí rozvody.

## Použití
Točivé magnetické pole je základem všech elektrických točivých strojů, jako jsou elektromotory nebo elektrické generátory. V současné době všudypřítomné rozvody třífázového střídavého napětí umožňují snadné vytvoření tohoto pole.